# MrBeast
Pour les articles homonymes, voir Beast et Donaldson.
MrBeast, ou encore Jimmy, pseudonymes de James Stephen Donaldson, né à Wichita (Kansas) le 7 mai 1998, est un vidéaste web et entrepreneur américain.
Avec plus de 414 millions d'abonnés en juillet 2025, il est la personne avec le plus grand nombre d'abonnés sur la plateforme YouTube.

## Biographie

### Jeunesse
Jimmy Donaldson est né le 7 mai 1998 à Wichita, au Kansas. Il a néanmoins grandi à Greenville, en Caroline du Nord et est diplômé de la Greenville Christian Academy en 2016. Il quitte l'université pour poursuivre une carrière à plein temps en tant que youtubeur.

### YouTube
Jimmy Donaldson commence sa carrière sur YouTube en 2012 à l'âge de 13 ans, sous le pseudonyme « MrBeast6000 ». Ses premiers contenus allaient de let's plays à « des vidéos évaluant la richesse des autres youtubeurs ». Ses vidéos restent dans une obscurité relative — avec une moyenne d'environ mille vues chacune — jusqu'à la sortie en 2017 de sa vidéo « Je compte jusqu'à 100 000 », qui « a gagné des dizaines de milliers de vues en seulement quelques jours ». Le 8 février 2022, MrBeast atteint la barre des 90 millions d'abonnés sur sa chaîne YouTube. Le 28 juillet 2022, sa chaîne principale atteint les 100 millions d'abonnés et devient la cinquième chaîne YouTube dépassant ce nombre, et la deuxième chaîne individuelle après PewDiePie,. En novembre 2022, sa chaîne devient la chaîne la plus suivie sur YouTube, avec à l'époque 112 millions d'abonnés.
Il a créé plusieurs chaînes en anglais en plus de sa chaîne principale, la plus suivie étant une chaîne où il joue à des jeux vidéos, qui se nomme MrBeast Gaming. En juillet 2021, il crée des chaînes dans des langues étrangères à l'anglais et fait doubler ses vidéos en espagnol, en français, en portugais, en russe, en hindi et en arabe,.
Le 1er juin 2024, sa chaîne devient la chaîne YouTube la plus suivie au monde, face à T-series, avec plus de 266 millions d'abonnés.
En juillet 2024, la chaîne de Mr Beast a atteint les 300 millions d'abonnés, c'est ainsi le premier YouTubeur à avoir atteint ce cap historique.
En janvier 2025, il est devenu le premier YouTubeur milliardaire,,.
Le 1er juin 2025, il atteint 400 millions d'abonnés. Quelques jours plus tard, il apparaît dans le clip du titre Type Dangerous de Mariah Carey.

### Vie privée
En 2019, il se met en couple avec la vidéaste Maddy Spidell. Le couple se sépare en 2022.
En 2022, il se met en couple avec la streameuse sud-africaine Thea Booysen.
Donaldson a déclaré qu'il était atteint de la maladie de Crohn.

## Contenu

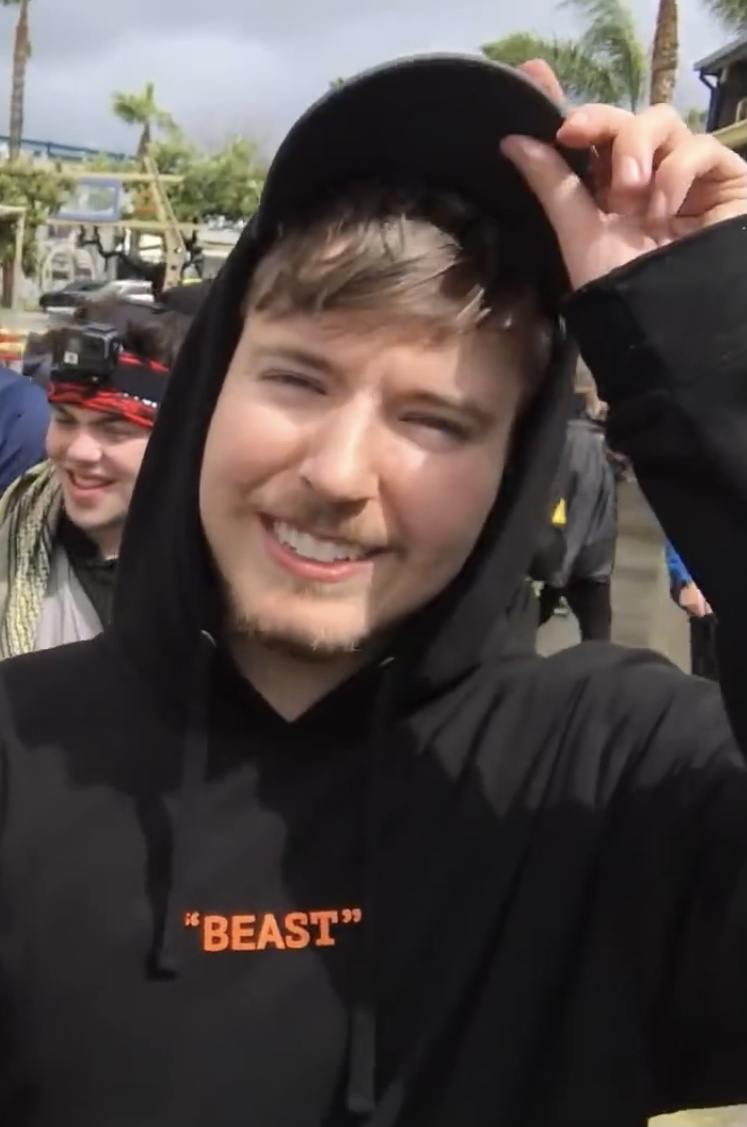
MrBeast en 2019.

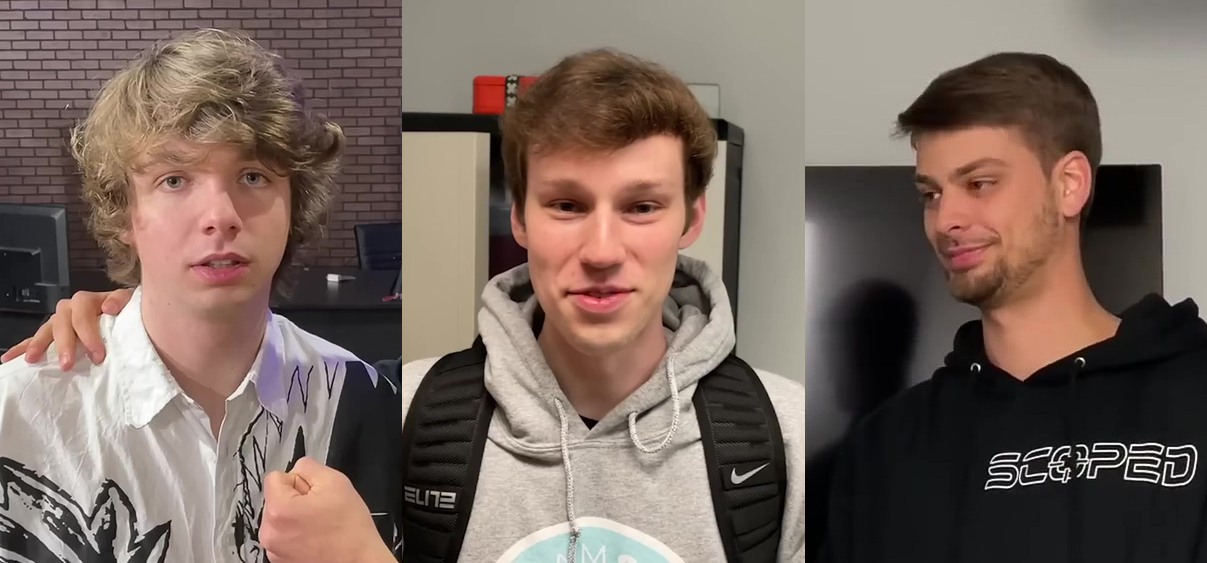
Membres de l'équipe de MrBeast. De gauche à droite : Karl Jacobs, Nolan Hansen et Chandler Hallow.

Donaldson propose notamment du contenu de divertissement lié à des événements, des « exploits » ou des records absurdes, coûteux et superlatifs, surfant souvent sur une tendance du moment. Par exemple, il a essayé de casser du verre en utilisant une centaine de mégaphones, a regardé de la peinture sécher pendant une heure et a tenté sans succès de faire tourner un hand spinner pendant une journée. En mars 2019, il organise et filme une compétition d'une version réelle du jeu Apex Legends à Los Angeles avec un enjeu de 200 000 dollars. En janvier 2021, Donaldson sort une vidéo dans laquelle il achète tout le contenu de cinq magasins[source secondaire souhaitée]. En novembre de la même année, il procède à une reconstitution grandeur nature de Squid Game. Au cours de la compétition entre PewDiePie et T-Series pour devenir la chaîne la plus suivie sur YouTube, MrBeast achète des panneaux d'affichage, des publicités à la radio et paie plusieurs personnes pour qu'ils portent des t-shirts publicitaires au Super Bowl LIII afin de faire gagner PewDiePie.
Un autre principe récurrent des vidéos de Donaldson est de faire un don de plusieurs milliers de dollars aux streamers de la plateforme Twitch qui effectuent une « performance ». Ces dons sont souvent sponsorisés. Également, il diffuse des dons matériels et financiers, tels que des produits de première nécessité pour une valeur de 100 000 dollars à des refuges pour sans-abris en décembre 2018, la somme de 32 000 dollars au Army Wounded Warrior Program qui s'occupe des vétérans américains blessés au combat, la somme de 70 000 dollars à l'Hôpital de recherche pour enfants Saint Jude à Memphis, ou la somme de 10 000 dollars dans un refuge pour animaux à Los Angeles.

## Philanthropie

### #TeamTrees

Logo de l'évènement #.

Le 25 octobre 2019, Donaldson lance la cagnotte en ligne #Team Trees (en) qui a pour finalité de planter un arbre par dollar récolté. Deux mois plus tard, la cagnotte atteint la somme de 20 000 000 dollars. Plusieurs célébrités ont donné à la cagnotte, comme Elon Musk, Alan Walker ou PewDiePie. Pourtant, à côté de ces levées de fonds, Donaldson ne semble pas s'inquiéter de l'empreinte écologique et du bilan carbone particulièrement importants découlant de la réalisation de plusieurs de ses vidéos,. De plus, la pertinence et l'efficacité de ce genre de reforestation sont contestées (par la manière de reforester qui est inadaptée et non viable à long terme, et par l'illusion de compenser ses actions délétères et donc de pouvoir s'en permettre davantage).

### Beast Philanthropy
Le 17 septembre 2020, il crée la chaîne YouTube Beast Philanthropy. Dans la première vidéo de la chaîne, Donaldson a annoncé la création d'une association caritative et d'une banque alimentaire et a nommé Darren Margolias, qui était apparu dans des vidéos précédentes, au poste de directeur exécutif. Selon la description de la chaîne, 100 % de ses revenus publicitaires, des accords de marque et des ventes de marchandises sont reversés à des œuvres caritatives
Les initiatives notables de Beast Philanthropy incluent la distribution de 10 000 dindes à sa ville natale de Greenville, faire don de 20 000 chaussures à des enfants en Afrique, construire 100 puits en Afrique pour que les villages aient un accès a l'eau potable, et offrir 300 000 $ de technologie à diverses écoles.

### #TeamSeas

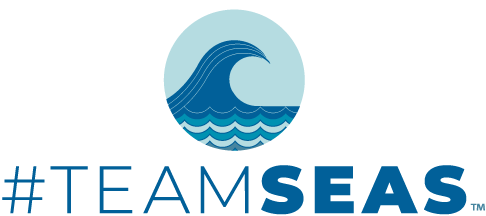
Logo de Team Seas.

Le 29 octobre 2021, Donaldson et Rober ont organisé un autre événement de défi collaboratif sur YouTube intitulé #Team Seas. L'objectif de ce projet était de récolter 30 millions de dollars pour Ocean Conservancy et The Ocean Cleanup d'ici le 1er janvier 2022. L’objectif de 30 millions de dollars financerait l’élimination de 30 millions de livres de plastique et autres déchets des océans, des rivières et des plages. Donaldson et Rober ont fait appel à des milliers de créateurs de contenu, dont AzzyLand, DanTDM (en), TommyInnit, Linus Media Group (en), TierZoo, LEMMiNO, The Infographics Show, Hannah Stocking (en), Dhar Mann (en) et Marques Brownlee, et se sont associés à l'initiative de BEN et TubeBuddy regroupant huit millions de créateurs mondiaux, pour promouvoir la collecte de fonds,,.
Le 5 juin 2024, l'objectif initial de 30 millions de dollars avait été dépassé de 12 à 13 %, avec plus de 33,7 millions de dollars collectés.

### #TeamWater

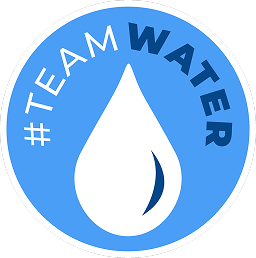
Logo de Team Water.

Le premier août 2025, Donaldson et Rober créent #Team Water, un nouvel évènement collaboratif qui vise à gagner 40 millions de dollars pour offrir un an d'eau à 40 millions de personnes.

## Critiques

### Charity porn
En août 2023, une vidéo mettant en scène près de 200 personnes, une par nation, connaît une forte popularité ; elle est rapidement critiquée pour les critères discutables choisis pour définir une nation. La polémique devient l'occasion de rappeler que Donaldson avait déjà déclenché d'autres controverses, ayant été antérieurement « accusé de faire du « charity porn » — le fait de surfer sur une bonne action afin d’engranger des vues et de l’argent — », c'est-à-dire de la philanthropie qui aurait pour principale motivation de susciter un maximum de trafic sur sa chaîne.
En contraste, il a des liens affichés avec des entreprises et politiques libérales[pas clair], son show Beast Games étant notamment sponsorisé par MoneyLion, un site de crédit à taux très élevés visant les personnes plus précarisés.

### Pédopiégeage
Ava Kris Tyson, amie et collaboratrice de MrBeast, est accusée en juillet 2024 de pédopiégeage (« grooming ») notamment à cause d'envois de messages inappropriés il y a sept ans à un mineur de 13 ans. Bien que ce dernier et Tyson réfutent une relation pédopiégeage et plaident de l'« humour noir de mauvais goût », Tyson s'excuse publiquement et annonce s'écarter définitivement de MrBeast,.
James Donaldson semble au contraire affirmer qu'il a lui-même immédiatement licencié Ava Tyson, expliquant être « écœuré et opposé à de tels actes inacceptables » avant de rajouter qu'il a engagé un détective privé pour enquêter sur l'affaire.

## Produits dérivés

Logo de la marque Feastables.

Le 29 janvier 2022, MrBeast publie une vidéo sur YouTube dans laquelle il présente sa marque de barre chocolatée et cookies Feastables.

## Filmographie

### Cinéma
- 2023 : Ninja Turtles: Teenage Years (Teenage Mutant Ninja Turtles: Mutant Mayhem) de Jeff Rowe et Kyler Spears : l'humain agressant Splinter (caméo vocal).

### Télévision
- 2025 : Love, Death and Robots Vol. IV, épisode « The Screaming of the Tyrannosaur » (voix)

## Discographie

### Apparitions
- 2025: Type Dangerous de Mariah Carey
- 2025 : DiscoBeast de Joyca feat. MrBeast